# Jérôme Daret
Pour les articles homonymes, voir Daret.

a Compétitions nationales et continentales officielles uniquement.

b Matchs officiels uniquement.
Jérôme Daret, né le 26 décembre 1974 à Dax, est un joueur français de rugby à XV qui évolue au poste de demi de mêlée.
Il passe l'ensemble de sa carrière professionnelle au sein de l'Union sportive dacquoise et compte en parallèle plusieurs sélections internationales en rugby à sept. Il se reconvertit ensuite dans une carrière d'entraîneur, auprès de l'US Dax, puis de l'équipe de France de rugby à sept.

## Biographie

### Carrière de joueur
Originaire de Bias et formé à l'Union athlétique mimizannaise, Jérôme Daret passe l'ensemble de sa carrière professionnelle au sein de l’Union sportive dacquoise en tant que demi de mêlée de 1994 à 2006.
Il porte entre-temps le maillot national de l'équipe de France de rugby à sept. Il découvre la discipline alors qu'il est appelé pour pallier la blessure d'un joueur, le sélectionneur Thierry Janeczek contactant les entraîneurs dacquois afin qu'il désigne un de leurs joueurs : il prend part au tournoi de Hong Kong de rugby à sept pour ses débuts. Il s'intègre rapidement au sein de l'équipe, devenant plus tard l'un des cadres et occupant le rôle de capitaine.

### Reconversion auprès du club de l'US Dax
À l'issue de sa carrière de joueur, il intègre le staff du club de la cité thermale et se reconvertit dans une carrière d'entraîneur, en devenant directeur du centre de formation.
Il occupe également le poste d'entraîneur principal de l'équipe fanion à plusieurs reprises reprises. À l’aube de la saison 2007-2008, il intègre le staff de l'USD alors promue en Top 14, pour pallier le départ de Marc Lièvremont alors appelé à la tête de l'équipe de France. Daret est à nouveau appelé en renfort au cours de la saison 2012-2013, à la suite de la mise à l'écart de Christophe Manas et Frédéric Garcia. Il est reconduit en tant qu'entraîneur titulaire l'année suivante, épaulé par l'arrivée du manager Richard Dourthe. Il prend ses distances pour l’exercice 2014-2015, reprenant la direction du centre de formation à temps plein, tout en gardant un rôle d'intervenant ponctuel auprès de l'équipe première. Malgré son nouveau rôle officiel de consultant, il reste dans la pratique très impliqué auprès de l'équipe professionnelle. En mars 2015, avant la 22e journée du championnat, Richard Dourthe est remercié par les instances du club. À la suite de son départ, le club doit finir la saison avec un staff réduit à deux éléments, Brice Miguel aux avants et Jérôme Daret pour les lignes arrière, qui voit sa charge de travail grandir encore malgré son poste officiel de consultant interne.
Pour la saison 2015-2016, Jérôme Daret est promu au poste de directeur sportif par le futur directeur Jean-Christophe Goussebaire avant la clôture du précédent exercice.
Depuis le 23 novembre 2015, il est membre du comité directeur de TECH XV, syndicat des entraîneurs et éducateurs de rugby professionnels français. Il est secrétaire général du syndicat depuis le 10 octobre 2016.

### Sélectionneur de l'équipe de France à sept
Le 29 mai 2017, il est nommé entraîneur de l'équipe de France de rugby à sept par la Fédération française de rugby, en remplacement de Frédéric Pomarel, sur l'appel de Christophe Reigt.
Le 3 mars 2024, il mène l'équipe à sa deuxième victoire de son histoire dans un tournoi de la série mondiale de rugby à sept en remportant le tournoi de Los Angeles. Ce tournoi, et celui qui le précède au Canada, sont très suivis en France grâce à la participation d'Antoine Dupont, capitaine du XV de France, qui intègre l'équipe pour préparer les Jeux olympiques d'été de 2024 à Paris. L'équipe de France remporte par la suite le tournoi final de Madrid, synonyme de sacre de champion de la série mondiale, le premier de l'histoire des Bleus. Il mène l'équipe de France jusqu'au sacre olympique au tournoi joué au Stade de France, cette dernière remportant la finale contre les tenants du titre, les Fidji. Cette performance est notamment récompensée aux prix World Rugby où il est élu meilleur entraîneur de l'année ; il est le deuxième entraîneur de l'histoire du rugby français à être honoré de cette distinction, après Bernard Laporte en 2002.
Il quitte son poste après ces deux titres majeurs ; il devient alors manager général auprès de la filière masculine de rugby à sept, couvrant l'académie olympique et les équipes nationales « développement » et des moins de 18 ans en plus de l'équipe première.

## Palmarès de joueur

### En club
- Championnat de France de rugby à XV de 2e division :
  - Finaliste du barrage : 2006.

### En équipe nationale
- Tournoi de Hong Kong de rugby à sept :
  - Vainqueur du Plate : 2000.

## Bilan d'entraîneur

### Coupe du monde
- Quart-de-finale à la Coupe du monde de rugby à sept 2018 (8e place)
- Quart-de-finale à la Coupe du monde de rugby à sept 2022 (6e place)

### Série mondiale
| Saison    | Dubaï            | Dubaï            | Afrique du Sud | Nouvelle-Zélande | Australie     | États-Unis       | Canada     | Hong Kong        | Hong Kong        | Singapour        | Londres    | France    | Espagne  | Espagne  |
| --------- | ---------------- | ---------------- | -------------- | ---------------- | ------------- | ---------------- | ---------- | ---------------- | ---------------- | ---------------- | ---------- | --------- | -------- | -------- |
| 2017-2018 | Vainqueur Trophy | Vainqueur Trophy | QDF Cup        | QDF Trophy (13e) | Finale Trophy | Vainqueur Trophy | QDF Trophy | Vainqueur Trophy | Vainqueur Trophy | QDF Trophy       | QDF Trophy | DF Trophy | -        | -        |
| 2018-2019 | Finale Trophy    | Finale Trophy    | DF Trophy      | QDF Trophy       | QDF Cup       | QDF Trophy       | 2e         | 2e               | 2e               | Vainqueur Trophy | 4e         | QDF Cup   | -        | -        |
| 2019-2020 | 6e               | 6e               | 3e             | 2e               | 9e            | 7e               | 10e        | Annulé           | Annulé           | Annulé           | Annulé     | Annulé    | -        | -        |
| 2021-2022 | 9e               | 4e               | -              | -                | -             | 9e               | 7e         | -                | -                | 9e               | 11e        | 3e        | 5e       | 7e       |
| 2022-2023 | 5e               | 5e               | 9e             | 4e               | 4e            | 9e               | 2e         | 3e               | 3e               | 7e               | 5e         | 3e        | -        | -        |
| 2022-2023 | 5e               | 5e               | 9e             | 4e               | 4e            | 9e               | 2e         | 3e               | 3e               | 7e               | 5e         | 3e        | -        | -        |
| 2023-2024 | 9e               | 9e               | 8e             | -                | 6e            | Vainqueur        | 3e         | 2e               | 2e               | 7e               | -          | -         | Champion | Champion |

|  | Participation à la Cup | QDF | Quart-de-finale | DF | Demi-finale |

### Jeux olympiques
- Champion olympique 2024

### Distinctions
- Meilleur entraîneur de l'année 2024 aux prix World Rugby

## Décorations
- Chevalier de la Légion d'honneur (2025)[19].